# Busto di Costanza Bonarelli
Il Busto di Costanza Bonarelli è un'opera dello scultore Gian Lorenzo Bernini, eseguita tra il 1636 e il 1638 circa. Il ritratto è realizzato in marmo (altezza 72 cm) ed è conservato nel Museo nazionale del Bargello a Firenze. Il busto proviene dalla Galleria degli Uffizi, dove era esposto fin dal 1645 nel primo corridoio accanto al busto di Bruto di Michelangelo Buonarroti. 

## Storia
Il busto fu realizzato da Bernini come opera "privata", cioè fatta con ogni probabilità per se stesso e non per un committente, ritraendo la donna che per un periodo fu sua amante. Lo lascia pensare anche la circostanza che il busto-ritratto rimase a lungo nell'abitazione dello scultore. 
Costanza Bonarelli era figlia di uno stalliere e moglie di Matteo Bonarelli o Bonucelli, uno scultore, allievo del Bernini. Secondo recenti studi proveniva da una famiglia legata al ramo viterbese dei Piccolomini. Era una donna dall'animo imprenditoriale: aiutava suo marito in bottega, occupandosi delle vendite e dei clienti. 
Secondo la biografia scritta da Domenico Bernini, figlio di Gian Lorenzo, la donna era amante del padre e un documento anonimo sostiene che anche il fratello dello scultore, Luigi, frequentasse la donna. Una mattina, prima dell'alba, Gian Lorenzo chiese di preparare la carrozza perché voleva andare in campagna; invece si diresse verso la zona di San Pietro, dove lavorava, e dove proprio vicino abitava la donna. All'alba dalla casa di Costanza uscì il fratello Luigi, accompagnato alla porta dalla donna che ancora aveva i capelli in disordine. Accecato dalla gelosia, Gian Lorenzo, seguì il fratello e dopo averlo raggiunto proprio all'ingresso di San Pietro iniziò a bastonarlo con un'asse di ferro, sino a rompergli due costole. Luigi fu salvato da alcuni passanti che frenarono l'ira di Gian Lorenzo. L'artista tornato a casa diede poi ordine al proprio servo di sfregiare l'amata in segno di punizione. Di conseguenza il servo fu esiliato, Luigi partì per Bologna e Bernini, grazie all'intervento diretto del papa Urbano VIII (richiesto dalla madre dei Bernini), fu punito solamente da un'ammenda pecuniaria.
Il busto giunse a Firenze nel 1645, probabilmente come dono al cardinale Giovan Carlo de' Medici.

## Descrizione e stile

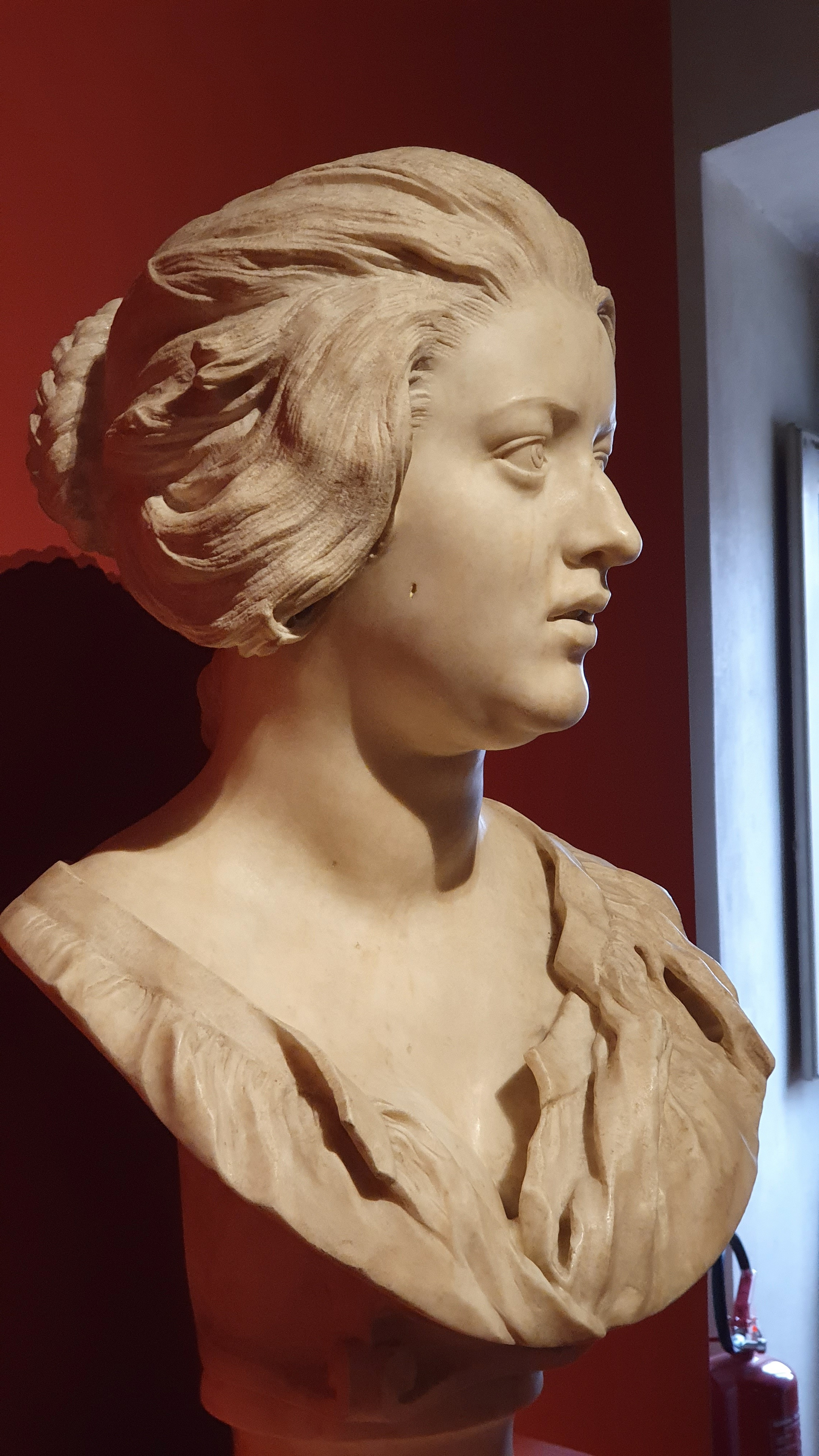
Veduta laterale

Resta una vera eccezione nell'intera produzione ritrattistica del Bernini. Un vero atto d'amore. Ritrae la donna come sarebbe apparsa nell'intimità quotidiana, con i capelli spettinati e la camicia aperta sul seno: lo sguardo è fiero, leggermente sorpreso, e le labbra carnose appena dischiuse. Il collo è robusto, i capelli sono lievemente scomposti, gettati indietro per dar luce all'ampia fronte, e l'acconciatura allentata di trecce raccolte dietro la nuca della donna, colgono la donna in un'acuta indagine introspettiva. La veste è leggera e presenta un semplice nastro che segue la scollatura aperta sino a far intravedere il florido seno.
La straordinaria vivezza, rintracciabile solo nel busto del cardinale Scipione Borghese (1632), può essere prova del particolare sentimento che legava l'artista alla donna.
Le superfici risultano gradevoli, levigate soprattutto sul viso e sul collo, mantenendo tale piacevolezza anche sulle ciocche di capelli arricciate e sulle pieghe della veste.
Il busto del Bargello è il solo ritratto scultoreo noto del Bernini che raffiguri una persona comune, riguardando viceversa gli altri, molteplici, busti berniniani alti prelati, nobili, papi e sovrani. Per questa ragione il busto della Bonarelli è sembrato associabile all’attività del Bernini pittore che, in parte rilevante, è costituita per l’appunto da ritratti (oltre che da autoritratti) realizzati per diletto personale e quasi sicuramente anch’essi non commissionati da nessuno.  Anche i ritratti pittorici del Bernini, infatti, sono per lo più ritratti di persone comuni (ritratti di nessuno) tanto che in vari casi si ignora l’identità degli effigiati (forse parenti o amici o giovani collaboratori). Come i ritratti pittorici (e a differenza degli altri busti in marmo) anche quello di Costanza Bonarelli non ha la funzione di veicolare un’immagine ufficiale dello status, del rango e del ruolo sociale della persona raffigurata, ma, nella piena libertà dell’artista, privo delle preoccupazioni per le esigenze di un committente, ne restituisce un momento qualunque della sua vita in cui è forse dato cogliere anche i sentimenti e il legame personale che corrono tra il soggetto ritratto e l’autore dell’opera.